# Saint-Vivien (Dordogne)
Saint-Vivien is een gemeente in het Franse departement Dordogne (regio Nouvelle-Aquitaine) en telt 277 inwoners (2005). De plaats maakt deel uit van het arrondissement Bergerac.

## Geografie
De oppervlakte van Saint-Vivien bedraagt 8,6 km², de bevolkingsdichtheid is 32,2 inwoners per km².
De onderstaande kaart toont de ligging van Saint-Vivien (Dordogne) met de belangrijkste infrastructuur en aangrenzende gemeenten.

## Demografie
Onderstaande figuur toont het verloop van het inwonertal (bron: INSEE-tellingen).

1. ↑  Populations de référence 2022.